# Babacar Sèye
Babacar Sèye, né le 14 avril 1915 à Saint-Louis et mort assassiné le 15 mai 1993, est un avocat et homme politique sénégalais.
Il a été député-maire de Saint-Louis et vice-président du Conseil constitutionnel sénégalais. Il est assassiné le 15 mai, quelques heures après la proclamation des résultats des élections législatives de 1993.

## Biographie
Babacar Sèye est né le 14 avril 1915 à Saint-Louis.

## Postérité

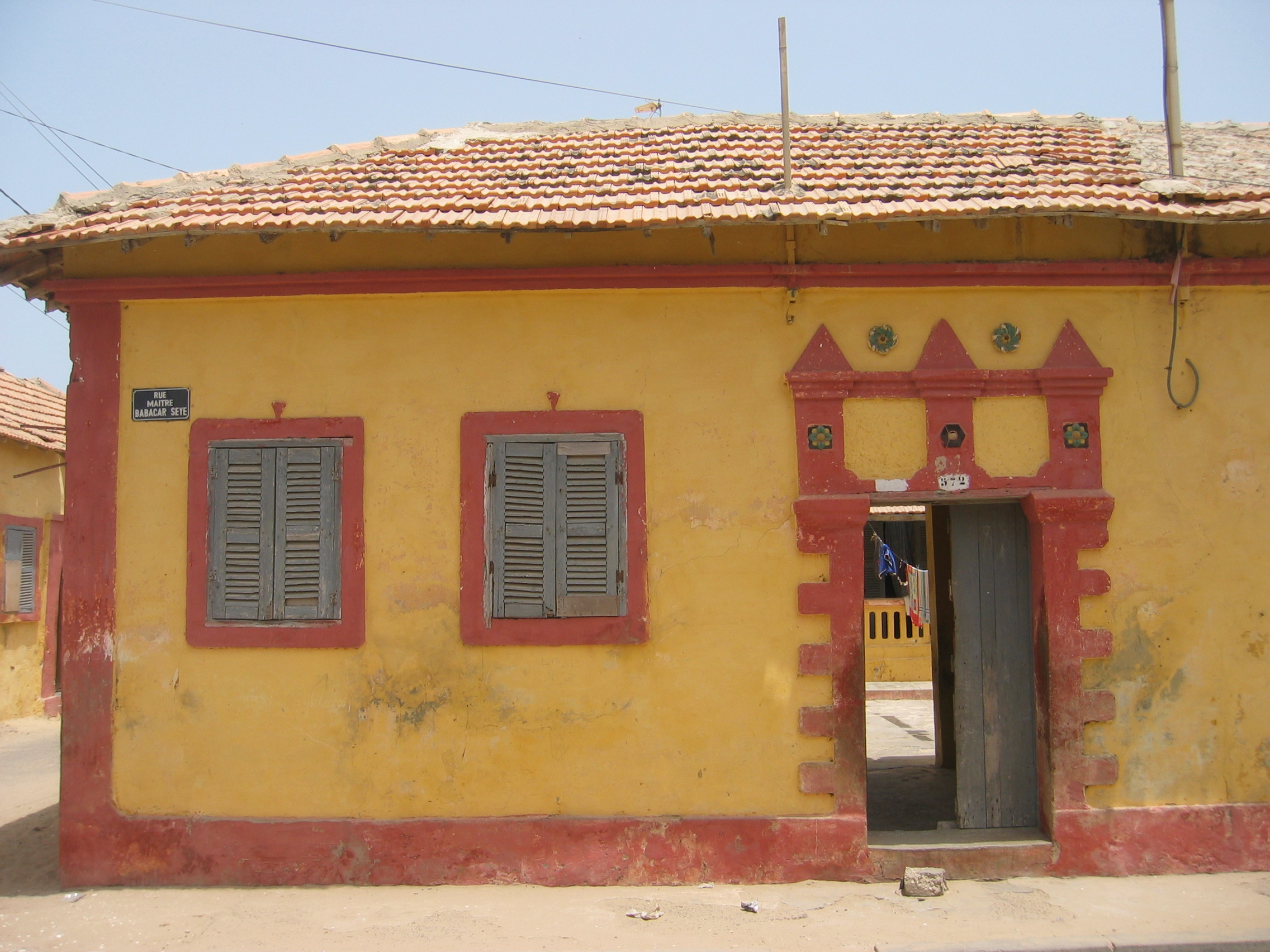
Rue Maître Babacar Sèye, à Saint-Louis.

Une rue et un stade de Saint-Louis portent son nom.

### Filmographie
- Et si Latif avait raison... film documentaire de Joseph Gaï Ramaka, Sénégal, 2005, 95'